# Nikos Androulakis
Nikos Androulakis (Heraklion, 7 de febrero de 1979) es un político griego y presidente del Movimiento para el Cambio (KINAL) y del Movimiento Socialista Panhelénico (PASOK) desde 2021. Es miembro del Parlamento Europeo (MEP) desde 2014.

## Biografía

### Primeros años
Nacido en 1979 en Heraklion, Androulakis estudió ingeniería civil en la Universidad Demócrito de Tracia, donde también recibió una maestría en "Nuevos materiales y medio ambiente". Ha trabajado en la industria del turismo y como ingeniero civil, también dictó cursos en la Escuela de Educación Pedagógica y Tecnológica.
En 2001, Androulakis se convirtió en miembro del Consejo Central de Jóvenes de PASOK y en 2008 fue nombrado miembro del Consejo Nacional de PASOK. El 4 de marzo de 2013 fue elegido miembro del comité político central del PASOK, que en su primera sesión del 14 de marzo de 2013 lo eligió como nuevo secretario político.

### Miembro del Parlamento Europeo
En las elecciones al Parlamento Europeo de 2014, Androulakis fue elegido uno de los dos eurodiputados de la lista Elia del PASOK. Está afiliado al grupo parlamentario de la Alianza Progresista de Socialistas y Demócratas (S&D) y es miembro de la Comisión de Asuntos Exteriores.
Además de sus funciones en comités, Androulakis forma parte de la delegación parlamentaria para las relaciones con China. También es miembro del grupo de eurodiputados contra el cáncer.
Ganó la carrera para liderar el KINAL y el PASOK sobre el ex primer ministro Yorgos Papandréu el 12 de diciembre de 2021 para suceder a la fallecida Fofi Gennimata.